# Алматинський метрополітен
Алматинський метрополітен (каз. Алматы метросы) — система ліній метрополітену в Алмати, найбільшому місті Казахстану. Будівництво почалось 7 вересня 1988 року. Відкриття відбулося 1 грудня 2011 року.

## Лінії метро
| Назва лінії | №/Колір | Російською   | Казахською    | Введена в дію | Довжина | Кількість станцій |
| ----------- | ------- | ------------ | ------------- | ------------- | ------- | ----------------- |
| Перша лінія | 1       | Первая линия | Бірінші Бағыт | 2011          | 13.4 км | 11                |
| Всього:     | Всього: | Всього:      | Всього:       | Всього:       | 13.4 км | 11                |

## Режим роботи
Станції метрополітену відкриваються для пасажирів о 6 годині 30 хвилин, закриваються о 23 годині 30 хвилин.
Технічна інформаці Найглибша точка — станція Абай (глибина закладення — близько 78 м). На станції встановлено найдовший ескалатор південнокорейської компанії Hyundai Rotem завдовжки 92 м, пересування по якому займає близько 4 хвилин. Ескалатор автоматично запускається при підході до нього людей і зупиняється за їх відсутності.

## Електродепо
Для забезпечення ліній метрополітену планується введення в лад двох електродепо.
- Райимбек батир — електродепо, на початок 2010-х обслуговує першу лінію
- Орбіта — плановане електродеподепо, що має обслуговувати другу лінію. Має розташовуватися південніше станції Орбіта, ділянку під будівництво зарезервовано в мікрорайоні "Таугуль-3"[3]

## Інженерний корпус
Інженерний корпус Алматинського метрополітену розташований на розі вулиць Гоголя та Панфілова. У нього вбудований дворівневий наземно-підземний вестибюль станції метро «Жибек Жоли».
Комплекс складається з 9-поверхової та 7-поверхової будівель, з'єднаних між собою переходом з 4-го по 7-й поверхи. У ньому розташовуються приміщення для обслуговування руху поїздів метро, а також офісні приміщення для адміністрації організацій з проєктування та будівництва метрополітену.
Загальна площа будівлі — 8500 м².

## Оплата проїзду
Оплатити проїзд можна смартжетоном, вартість однієї поїздки для дорослих становить 80 тенге (жовтий жетон), для дітей від 7 до 15 років — 40 тенге (червоний жетон, придбати можна при пред'явленні свідоцтва про народження або довідки з місця навчання з печаткою та фотографією). Діти до 7 років провозяться безплатно (у супроводі дорослих).
Жетон дає право на одну поїздку протягом доби. Субота оголошена «днем жетона». У цей день пасажири можуть принести свої прострочені жетони і перепрограмувати їх без втрати грошей.
Альтернативний спосіб оплати — за допомогою смарткарток, які можна придбати в касах метрополітену за 100 тенге. Баланс карти можна поповнити на число поїздок від 1 до 60 з терміном дії 90 днів. Вартість однієї поїздки при цьому дорівнює вартості жетона, знижок і пільг не передбачено.

## Пасажиропотік
У перший день відкриття метро за 6 годин 1.12.2011 (18-24 год.) метрополітеном скористувалося 11 тис. пасажирів.. За перші 3,5 дня перевезено близько 130 тис. пасажирів.
За перший рік роботи метрополітену перевезено 6000000 пасажирів. 9 липня 2013 (через 1 рік і 8 місяців після відкриття) алматинським метрополітеном скористувався десятимільйонний пасажир. 18 грудня 2014 — двадцятимільйонний.

## Фінансова діяльність
За фінансовими результатами за 2012 рік Алматинський метрополітен зазнав збитків у розмірі 2,77 мільярда тенге, або трохи понад 18 мільйонів доларів.